# Fit For Rivals
Fit For Rivals es una banda estadounidense de Punk Rock y Post-Hardcore fundada en 2008 en Jacksonville, Florida. El grupo se formó a partir de los exmiembros del grupo musical The Explicits, la cual era liderada por Renee Phoenix. El grupo actualmente se encuentra compuesto por Renee Phoenix (vocalista) junto a Thomas Amason (guitarra), Rufino Lomboy (guitarra secundaria) Eli Clark (bajo), Dorman Pantfoeder (batería). En mayo de 2018, Phoenix anunció a través de una publicación de Instagram que la banda se encuentra en un hiato o pausa y ha comenzado un nuevo proyecto musical llamado Pink Fly.

## Historia

### Formación ySteady Damage(2008 - 2012)
Anteriormente, Renee Phoenix fue cantante y guitarrista del grupo musical The Explicits, con el cual lanzó un solo disco, titulado No Remorse, del cual se desprende el único vídeo del grupo, titulado "Indestructible" . Un tiempo después Thomas Amason se unió a la banda como guitarrista, y eso provocó que Reneé cambiara su forma de escribir y componer, lo que la llevó a buscar un sonido más melódico y enfocado en la parte vocal gracias a la influencia de Thomas, por lo que decidió crear Fit For Rivals, tomando el papel de vocalista y Thomas Amason en la guitarra. 
Su primer sencillo oficial fue "Damage" editado en 2009 y "Crash" editado en el 2010, el cual apareció en el evento  WWE: Over The Limit de 2010 como tema oficial. Su primer lanzamiento fue el EP Was That Our Youth?, lanzado en 2008, y el siguiente fue su primer álbum de estudio, titulado Steady Damage, el cual fue lanzado en 2009. Dos de las canciones de este disco, "Hallelujah" y "Suffocate", fueron grabadas también en el disco "Steady Damage", cambiando el nombre de esta última por "Get With Me" y cambiando también parte de la letra y "Hallelujah" un poco en la melodía del inicio de la canción. En el 2010 Fit For Rivals escribió más de 60 canciones, grabando solo 5 de ellas (Fake, My Windows, Your Worst Mistake, Novocaine y No Way In Hell)

### Freak Machine (2013 - presente)
El 7 de julio de 2013, la banda ingresó en los estudios para comenzar el proceso de grabación de lo que sería su segundo álbum de estudio, ya el 20 de julio del mismo año se anunció que ya había terminado el proceso de grabación y que los miembros habían firmado contrato con Big 3, un sello discográfico independiente. Freak Machine salió a la venta el 2 de septiembre de 2016, el álbum originalmente estaba planeado para ser lanzado a principios de 2015, pero por distintos motivos se retrasó.

## Discografía

### Discos de estudio
| Año  | Álbum                                                                                   |
| ---- | --------------------------------------------------------------------------------------- |
| 2009 | Steady Damage - Lanzamiento: 9 de julio de 2009 - Sello discográfico: Independiente     |
| 2016 | Freak Machine - Lanzamiento: 2 de septiembre de 2016 - Sello discográfico: Big3 Records |

### EP
| Año  | Álbum                                                                          |
| ---- | ------------------------------------------------------------------------------ |
| 2008 | Was That Our Youth? EP - Lanzamiento: 2008 - Sello discográfico: Independiente |
| 2015 | Sugar EP - Lanzamiento: 17 de julio de 2015 - Sello discográfico: Big3 Records |

### Videoclips
| Año  | Título           | Álbum              |
| ---- | ---------------- | ------------------ |
| 2008 | "Indestructible" | No Remorse licits) |
| 2009 | "Crash"          | Steady Damage      |
| 2009 | "Damage"         | Steady Damage      |
| 2014 | "Freak Machine"  | Freak Machine      |
| 2014 | "Hit Me"         | Freak Machine      |
| 2016 | "Novocain"       | Freak Machine      |

## Miembros

### Anteriores miembros
- Renee Phoenix - vocales (2008 - 2018)
- Thomas Amason - guitarra (2008 - 2018)
- Dorman Pantfoeder - batería (2012 - 2018)
- Eli Clark - bajo (2011 - 2018)
- Jesse Carroll  - guitarra (2008 - 2011)
- Nathan McDonald - batería (2012 - 2013)
- John Hartman   -  batería (2011 - 2012)
- Ronie Winter   - bajo (2011)
- Ben Nelson     - bajo (2008 - 2011)